# Roskildes fald
Roskildes fald – angreb og ødelæggelse af byen ved Prins Racibor I af Pommern efteråret 1135. Det var en gengældelse for at forsøge at rejse det danske angreb på Pommern. Angriberne greb byen og det kongelige slot.
Pommern og Ranen folk sejlede hjem med rigt bytte og fanger.

## Spor i annalerne
- Annales Ludenses: "Anno 1135 Roskylde devastata est a Sclavis"
- Chronicon Danici: "Roskild devastata a Slavis"
- Annales Waldemariani, Annales Nestvedienses, Annales Sorani (Den Yngre Sorø årbog): "Roskilde devastata a Sclavis. Pessvm ire qvoqve Haroldvs castellvs in Roskylde"